# Kévin Dupuis
Kévin Dupuis, né le 14 janvier 1987 à Marseille, est un footballeur français évoluant au poste d'attaquant à l'US Créteil-Lusitanos.

## Biographie
Arrivé au TFC en juin 2006, il porte le numéro 18. Il est prêté pour la saison 2008-2009 au Rodez AF (3e division) avec lequel il bat notamment le Paris Saint-Germain en 8e de finale de la Coupe de France sur le score de 3-1. 
De retour de prêt en juin 2009, il ne participe pas au stage de préparation avec le Toulouse FC car le joueur ne rentre pas dans les plans d'Alain Casanova. Il fait alors un essai à l'AS Cannes, mais le test du joueur du TFC tourne court. En effet, l'ancien Ruthénois se fait une entorse qui l'empêche temporairement de jouer au football.
Le 9 janvier 2010, il est appelé pour la première fois de la saison contre Les Herbiers en Coupe de France et rentre en cours de match. Quatre jours plus tard, il est titularisé en Coupe de la Ligue contre l'AS Nancy-Lorraine et inscrit le 3e but toulousain.
En fin de contrat en juin 2010, il s'engage pour La Berrichonne de Châteauroux en Ligue 2.
En juillet 2014, il s'engage avec le FC Lausanne-Sport qui évolue en Challenge League suisse.
En juillet 2015, il signe à l'US Orléans évoluant en National.

## Palmarès
- Vainqueur de la Coupe Gambardella en 2005 avec le Toulouse FC.